# Banstead
Banstead este un oraș în comitatul Surrey, regiunea South East England, Anglia. Orașul se află în districtul Reigate and Banstead în sudul imediat al Londrei, capitala Regatului Unit. Din cauza poziției sale ridicate, în anumite locuri se pot vedea priveliști de centrul Londrei, ceea ce este la o depărtare de 20 de km.